# Elektromark

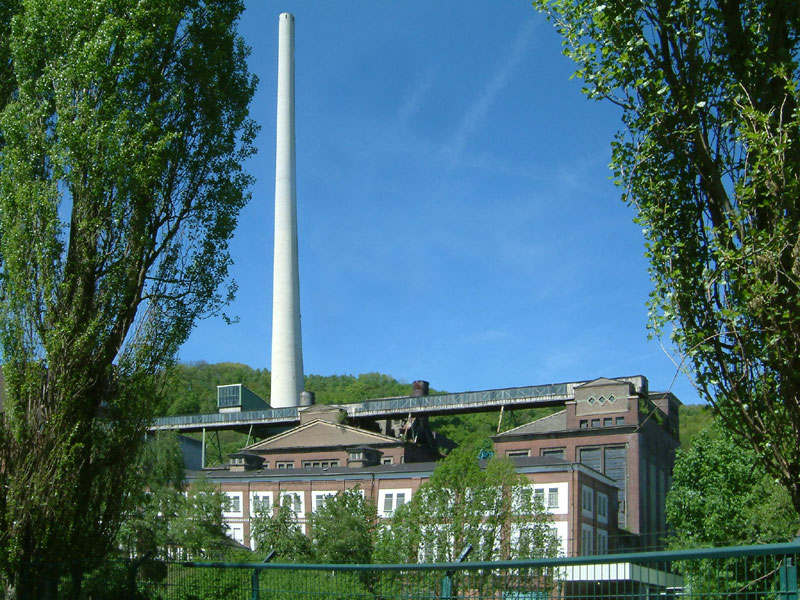
Cuno-Kraftwerk in Herdecke, erbaut von der Elektromark

Elektromark (vollständiger Name: ELEKTROMARK Kommunales Elektrizitätswerk Mark Aktiengesellschaft) war ein 1906 gegründetes, regionales Energieversorgungsunternehmen mit Sitz in Hagen. Am 1. Januar 2002 entstand aus dem Zusammenschluss der Elektromark und der Stadtwerke Hagen die Mark-E AG. 